# Tournoi pré-olympique féminin de l'AFC 2016
Navigation
Londres 2012 Tokyo 2020
Le Tournoi pré-olympique féminin de l'AFC 2016 est la quatrième édition du tournoi pré-olympique féminin de l'AFC et s'est tenu du 11 mars 2015 au 9 mars 2016. 
Les fédérations affiliées à la FIFA participent par le biais de leur équipe féminine à ces épreuves de qualification. Deux équipes rejoignent ainsi le Brésil, nation hôte de la compétition, pour affronter lors du Tournoi féminin de football aux Jeux olympiques d'été de 2016 les meilleures nations mondiales. Contrairement au tournoi pré-olympique masculin, il n'y a pas de restriction d'âge pour participer à la compétition.

## Format du tournoi pré-olympique
Dix-huit équipes se sont inscrites pour participer à la compétition.
Premier tour
Les cinq équipes les mieux classés lors de l'édition précédente (Australie, Chine, Japon, Corée du Nord et Corée du Sud), sont directement qualifiées pour le troisième tour et donc exemptées des deux premiers tours. Les équipes classées en sixième et en cinquième positions, la Thaïlande et le Viêtnam, abordent la compétition à partir du deuxième tour.  Les 11 autres équipes sont divisées en trois groupes basés sur leur situation géographique, et s'affrontent lors d'un mini-championnat dans un seul et unique lieu. Les deux premiers de deux groupes de quatre et le premier du groupe de trois sont qualifiés pour le deuxième tour.
Deuxième tour
Les cinq équipes qualifiées s'affrontent lors d'un mini-championnat dans un seul et unique lieu. Le vainqueur est qualifié pour le troisième tour.
Troisième tour
Les cinq équipes qualifiées d'office et le vainqueur du tour précédent, s'affrontent lors d'un mini-championnat dans un seul et unique lieu. Les deux premiers sont qualifiés pour le tournoi féminin des Jeux olympiques d'été de 2016.
Règles de départage
Chaque équipe reçoit trois points pour une victoire et un pour un match nul. Le CIO en accord avec la FIFA, a déterminé que le départage se fait comme suit (il s'agit du même règlement pour tous les groupes de qualification et de phase finale) :
1. le plus grand nombre de points obtenus dans tous les matches du groupe ;
2. la différence de buts dans tous les matches du groupe ;
3. le plus grand nombre de buts marqués dans tous les matches du groupe ;
4. le plus grand nombre de points obtenus dans les matches de groupe entre les équipes à égalité ;
5. la différence de buts particulière dans les matches de groupe entre les équipes à égalité ;
6. le plus grand nombre de buts marqués dans les matches de groupe entre les équipes à égalité ;
7. le critère du fair-play basé sur le nombre de cartons jaunes et rouges reçus.
8. un match de barrage est organisé avec possibilité de prolongations et de tirs au but.